# Booker T. Washington
Booker T. Washington (n. 5 aprilie 1856, Hale's Ford⁠(d), comitatul Franklin, Virginia, SUA – d. 14 noiembrie 1915, Tuskegee⁠(d), Alabama, SUA) a fost un pedagog, scriitor și orator american. Între 1890 și 1915, Washington a fost principalul lider al comunității afro-americane și al elitei negrilor⁠(d) din acea vreme.
Născut în sclavie la 5 aprilie 1856, la Hale's Ford, Virginia, Washington a fost eliberat atunci când trupele americane au ajuns în zonă în timpul Războiului Civil. În tinerețe, Booker T. Washington a muncit pentru a se întreține în școală, la Hampton Normal and Agricultural Institute și a mers la colegiu la Wayland Seminary⁠(d). În 1881, a fost numit primul lider al noului Institut Tuskegee⁠(d) din Alabama, un institut de învățământ superior pentru negri⁠(d). El a extins colegiul, angajând studenți la construcția clădirilor. Munca de la colegiu era considerată fundamentală pentru educația de ansamblu a studenților. A devenit cunoscut în toată țara pentru cuvântarea de la Atlanta din 1895⁠(d), care a atras atenția politicienilor și publicului. Washington a jucat un rol dominant în viața politică a negrilor, câștigând o largă susținere în rândul comunității negrilor din Sud și în rândul albilor mai liberali. Washington a scris în 1901 o autobiografie, Up from Slavery⁠(d), care a devenit un text foarte citit. În acel an, a cinat⁠(d) cu Theodore Roosevelt la Casa Albă, prima oară când un negru s-a întâlnit cu un președinte ca egal. După ce a suferit de o boală, a murit la Tuskegee, Alabama⁠(d) la 14 noiembrie 1915.
Washington a fost un mare promotor al afacerilor afro-americane și unul dintre fondatorii National Negro Business League⁠(d). Washington a mobilizat o coaliție pe scară națională între negri din clasa de mijloc, lideri clericali, și filantropi și politicieni albi, cu scopul de a construi puterea și mândria economică a comunității prin concentrarea pe autonomie personală și educație. Washington a beneficiat de atenția celor mai puternici americani ai acelei vremi, inclusiv a președinților. A folosit sistemul politic american al secolului al XIX-lea pentru a manipula mass-media, a strânge bani, a dezvolta strategii, a face cunoștințe, a distri fonduri, și a răsplăti susținători. Din cauza influenței exercitate, perioada sa de activitate, din 1880 până în 1915, a fost numită Epoca lui Booker T. Washington. Washington a cerut propășirea negrilor prin educație și antreprenoriat, nu a încercat să conteste direct regimul Jim Crow de segregare și privare de drepturi a negrilor din Sud. Mai mult, el a susținut propășirea rasială⁠(d), dar în secret a susținut și acțiunile judecătorești împotriva segregării și împotriva restricționării înscrierii în listele electorale. Activiștii negri din Nord, în frunte cu W. E. B. Du Bois⁠(d), nu erau de acord cu el, și au ales să înființeze NAACP⁠(d) pentru a promova schimbarea politică.
După moartea sa în 1915, a fost foarte criticat pentru acceptarea supremațismului alb, în ciuda afirmațiilor sale că scopul lui pe termen lung este sfârșitul privării de drepturi a afro-americanilor, a căror mare majoritate încă trăiau în Sud. La câteva decenii după moartea lui Washington în 1915, mișcarea pentru drepturi civile⁠(d) a anilor 1950 a luat o abordare mai activă și mai progresistă, bazată tot pe organizații grassroots cu baza în Sud. În comunitatea drepturilor civile, memoria lui Washington a fost controversată. Viziunea revizionistă apărută pe la sfârșitul secolului al XX-lea îi interpretează însă acțiunile într-o lumină mai pozitivă.